# Френуа-ле-Гран
Френуа́-ле-Гран (фр. Fresnoy-le-Grand) — коммуна во Франции, находится в регионе Пикардия. Департамент коммуны — Эна. Входит в состав кантона Боэн-ан-Вермандуа. Округ коммуны — Сен-Кантен.
Код INSEE коммуны — 02334.

## Население
Население коммуны на 2010 год составляло 3096 человек.
| 1962 | 1968 | 1975 | 1982 | 1990 | 1999 | 2010 |
| ---- | ---- | ---- | ---- | ---- | ---- | ---- |
| 2995 | 3371 | 3729 | 3635 | 3581 | 3272 | 3096 |

## Экономика
В 2010 году среди 1926 человек трудоспособного возраста (15—64 лет) 1227 были экономически активными, 699 — неактивными (показатель активности — 63,7 %, в 1999 году было 64,9 %). Из 1227 активных жителей работали 1022 человека (570 мужчин и 452 женщины), безработных было 205 (115 мужчин и 90 женщин). Среди 699 неактивных 169 человек были учениками или студентами, 232 — пенсионерами, 298 были неактивными по другим причинам.
В Френуа-ле-Гран расположена штаб-квартира производителя чугунной посуды Le Creuset.